# Hohenberg (Herrschaft)
Die Herrschaft Hohenberg war eine Grundherrschaft im Viertel ober dem Wienerwald im Erzherzogtum Österreich unter der Enns, dem heutigen Niederösterreich.

## Ausdehnung
Die Herrschaft umfasste zuletzt die Ortsobrigkeit über den Markt Hohenberg mit den Ämtern Andersbach und Hofamt, den Markt St. Egyd am Neuwalde mit den Ämtern Mitterbach, Weissenbach, Keer und Unrechttraisen. Der Sitz der Verwaltung befand sich in Hohenberg.

## Geschichte
Der letzte Inhaber war Graf Johann Ernst Graf von Hoyos-Sprinzenstein, der auch in Horn, Rosenburg und Drosendorf begütert war. Die Herrschaft wurde nach den Reformen 1848/1849 aufgelöst.